# 李浩文
李浩文（1993年11月29日—），是一名中国足球运动员，现效力于中甲球队苏州东吴。

## 俱乐部生涯
2011年，李浩文入选由上海全运队组成的上海中邦参加中国足球乙级联赛，开始职业足球生涯。2013年，他回到上海东亚，并报名参加2013年中国足球超级联赛。2014年4月26日，他终于在上海东亚1比1战平上海绿地申花的比赛第69分钟替补托比亞斯·希森出场，上演中超联赛首秀。2014年5月28日，他射进个人的首个中超联赛进球，帮助上海东亚1比0击败哈尔滨毅腾。